# سياهريني
ريني فاطمة زيلاني (مواليد 1 أغسطس 1982) ، والمعروفة باسم سياهريني ، مغنية وممثلة إندونيسية. أمضت طفولتها في سوكابومي ، وحصلت لاحقًا على درجة البكالوريوس في القانون من جامعة باكوان في بوجور. ألبومها الأول كان My Lovely ، صدر عام 2008. ومن ضمن أغانيها أيضًا أغنية "Tatapan Cinta" التي ظهرت في تجميع الألبوم الصوتي لفيلم كوكلات ستروبيري (Chocolate Strawberry).

## روابط خارجية
- سياهريني في قاعدة بيانات الأفلام على الإنترنت